# 阳明洞街道
阳明洞街道是中华人民共和国贵州省貴陽市修文县下辖的一个街道办事处。2020年5月14日，撤销龙场镇，以原龙场镇新水村、阳明村、大青村、程官村、小山村、高仓村、新生村、幸福村、马家桥村、营官村、普陀村设立阳明洞街道。

## 行政区划
阳明洞街道下辖以下村级行政区划单位：
新水村、大青村、阳明村、小山村、新生村、幸福村、程官村、马家桥村、高仓村、营官村、普陀村。